# 卡尔·斯特默
弗雷德里克·卡尔·米勒茨·斯特默（挪威語：Fredrik Carl Mülertz Størmer，1874年9月3日—1957年8月13日），挪威数学家和物理学家，他知名于在数论和研究磁层中带电粒子的运动和极光形成方面的成就。